# Pérez Prado
Pérez Prado (castellà: Dámaso Pérez Prado)  (Matanzas, 11 de desembre de 1916 - Ciutat de Mèxic, 14 de setembre de 1989) el Rei del Mambo, va ser un músic, compositor i arranjador cubà.

## Biografia
Dámaso Pérez Prado és conegut per les seves aportacions al gènere del mambo, que té els orígens en el danzón cubà i donà la pauta al sorgiment i desenvolupament del txa-txa-txa, com també de la música sorgida a finals de la dècada dels anys 1950 i coneguda després –a finals dels anys setanta i principi dels vuitanta– com salsa. No va ser el creador del ritme, que ja es tocava a l'Havana a finals dels anys trenta, però sí que en va ser el més gran difusor a escala internacional. Va estudiar música a la Cuba natal. Va treballar en diverses orquestres a l'Havana en els anys 1940. Va ser també durant un curt període pianista de la Sonora Matancera i de l'Orquesta Casino de la Playa. L'any 1948 va canviar de residència a Ciutat de Mèxic per crear-hi un grup musical. Allà va treballar amb la companyia RCA Victor i es va especialitzar en el mambo.
Hàbil pianista –de nen, va aprendre el piano clàssic amb Rafael Somavilla–, i coneixedor a fons del teclat, ha estat considerat pels crítics com un dels millors en aquest gènere de la música popular. La seva interpretació de la cèlebre peça El manisero, de Moisés Simons, és única en la seva classe, amb acompanyament de ritme i bongo. Com a compositor, va conèixer molt bé el maneig de la partitura. D'allí van néixer excel·lents peces com Mambo a Sax, La Chula Linda, Silbando Mambo i Mambo de París, entre d'altres.
El 1942 s'instal·la a l'Havana, on toca el piano en els cabarets i després a diferents orquestres: l'Orquesta Cubaney, l'Orquesta de Paulina Álvarez i l'orquestra cubana més famosa: Casino de la Playa. El 1947 enregistra Qué rico el mambo i se'n va de gira cap a l'Argentina i Veneçuela.
El 1948 la seva música s'inspira en el jazz de Stan Kenton i les cases discogràfiques cubanes ja no li volen enregistrar les composicions. Llavors se'n va cap a Mèxic, on contracta Benny Moré com a cantant. Compon tantes peces, que ja no els posa un nom sinó un nombre; el Mambo n. 5 i el Mambo n. 8 són les més conegudes.
El 12 desembre 1949 treu un 78 revolucions amb Qué rico el mambo en una cara i el Mambo n. 5 a l'altra, que feu néixer el que es va anomenar la mambo mania.
Passat el clímax del mambo, crida l'atenció que Dámaso Pérez Prado, un cop acabada la peça musical Patricia i obtingut l'èxit corresponent, la gravés moltes vegades i amb diferents arranjaments, actitud que sembla demostrar que va tenir una especial predilecció per aquesta peça. Patricia va ser reproduída el 1960 per Federico Fellini en el film La dolce vita.
Entre les seves composicions més conegudes hi ha les ja esmentades Qué rico el mambo i Mambo n. 5, aquesta última després en una nova versió l'any 1999 del cantant alemany Lou Bega.
Pérez Prado va ser reconegut també per ser l'autor del Mambo del Politécnico (interpretat comunament en esdeveniments i celebracions importants de l'Instituto Politécnico Nacional de la Ciutat de Mèxic) i el Mambo universitario (interpretat comunament en esdeveniments i celebracions importants de la Universitat Nacional Autònoma de Mèxic).
Durant la dècada del 1950 va estar absent de Mèxic. Una llegenda urbana apunta a una desavinença amb el govern mexicà perquè aquest li va prohibir interpretar l'himne nacional mexicà a ritme de mambo, encara que també es barregen desavinences polítiques.
Va adquirir la nacionalitat mexicana l'any 1980 i va residir els últims anys de la seva vida al seu país d'adopció. Va morir a l'edat de 72 anys a la Ciutat de Mèxic a causa d'una aturada cardíaca.

## Cançons
Algunes de les seves cançons més famoses són: Cerezo Rosa, Chicago Dengue, Guantanamera, Qué rico el Mambo, Mambo n. 5, Mambo n. 8, Mambo del Politécnico, Mambo en Trompeta, Marylin Monroe Mambo, Mambo Universitario, Mambo del Taconazo, La niña Popoff, Patricia, Norma, la de Guadalajara, Mambo en Sax, Mambo a la Kenton, El Ruletero, Mambo en Trompeta, Lupita i La Chula Linda.